# سام سبرويل
سام سبرويل (بالإنجليزية: Sam Spruell؛ مواليد 1 يناير 1977) هو ممثل بريطاني، معروف بأدائه الأدوار الشريرة في الغالب.

## وصلات خارجية
- سام سبرويل على موقع IMDb (الإنجليزية)
- سام سبرويل على موقع روتن توميتوز (الإنجليزية)
- سام سبرويل على موقع ألو سيني (الفرنسية)
- سام سبرويل على موقع أول موفي (الإنجليزية)
- سام سبرويل على موقع قاعدة بيانات الفيلم (الإنجليزية)